# La Vie devant toi
Cet article possède un paronyme, voir La Vie devant soi (homonymie).
Pour plus de détails, voir Fiche technique et Distribution.
La Vie devant toi est un téléfilm français réalisé par Sandrine Veysset sur un scénario de Françoise Charpiat.
Cette fiction est une production de Storia Télévision, Ango Production et France Télévisions, réalisée avec la participation de TV5 Monde et avec le soutien de l'Accueil de tournages Normandie Images,.
Zoé Héran et Maïra Schmitt reçoivent le prix de la Meilleure interprétation féminine au Festival de la fiction de La Rochelle en septembre 2022,.

## Synopsis
Violette, dix-sept ans, est sur un quai de Rouen avec sa petite amie Lisa, quand soudain elle est agressée et se réveille aux urgences. Quatre mois plus tôt, elle rencontre Lisa via un site de rencontre.
Cela donne à Violette le courage de faire son coming out auprès de ses parents Emma et Mathieu. Mais elle est l'objet de cyberharcèlement au sein de son club de natation.

## Fiche technique
Sauf indication contraire, les informations mentionnées dans cette section peuvent être confirmées par les bases de données cinématographiques IMDb et Allociné,  présentes dans la section « Liens externes ».
- Titre français : La Vie devant toi
- Titre international : Your Life Ahead of You
- Réalisation : Sandrine Veysset[1],[5],[2]
- Scénario : Françoise Charpiat[5],[2]
- Musique : Reno Isaac[2]
- Décors : Denis Mercier[2]
- Costumes : Lili Canobbio-Mouly et Bernadette Baudet
- Photographie : David Ciccodicola[2]
- Son : Jean Minondo[2]
- Montage : Mathilde Grosjean[2]
- Production : Sabine Barthélémy et Thomas Anargyros[2]
- Sociétés de production : Storia Télévision[1],[2], Ango Production et  France Télévisions
- Pays de production :  France
- Langue originale : français
- Format : couleur
- Genre : Comédie dramatique[6]
- Durée : 90 minutes[6]
- Dates de première diffusion :
  - France : 14 juin 2023 sur France 2[2]

## Distribution

### Famille Saugier
- Zoé Héran : Violette Saugier
- Éléonore Bernheim : Emma Saugier
- David Kammenos : Mathieu Saugier

### Famille Le Goff
- Maïra Schmitt : Lisa Le Goff
- Tristan Zanchi : Alban Le Goff
- Christelle Reboul : Jeanne Le Goff
- Philippe Dusseau : Constantin Le Goff

### Autres personages
- Julie Moulier : Juliette Turpin, le coach de natation
- Xavier Widhoff : Théo Da Silva
- Aaliyah Lexilus : Kenza Juma
- Val Duclaux : Maxime Bousson
- Teïlo Azaïs : Valentin Lemaître
- Linda Bouhenni : Laurence Fillière
- Aymeric Fougeron : Malo

## Production

### Genèse et développement
Le scénario est de la main de Françoise Charpiat, et la réalisation est assurée par Sandrine Veysset,,,.
La production est assurée par Sabine Barthélémy et Thomas Anargyros pour Storia Télévision.

### Tournage
Le tournage se déroule du 18 novembre au 16 décembre 2021 en Normandie, à Rouen et dans sa région, à Grand-Couronne, Mont-Saint-Aignan, Petit-Quevilly et Sotteville-lès-Rouen,,.

### Distinction
- Festival de la fiction de La Rochelle 2022 : prix de la Meilleure interprétation féminine pour Zoé Héran et Maïra Schmitt[3],[2]